# Olešenka (potok)
Olešenka je levostranný přítok řeky Metuje v okresech Rychnov nad Kněžnou a Náchod v Královéhradeckém kraji. Délka toku činí 20,4 km. Plocha povodí měří 46,9 km².

## Průběh toku
Pramení v nadmořské výšce 985 m na západním svahu hory Vrchmezí (1084 m n. m.) v Orlických horách. Protéká Olešnicí v Orlických horách, na zhruba kilometrovém úseku tvoří státní hranici s Polskem. V dolní polovině svého toku před vyústěním zleva do Metuje u Pekla (325 m n. m.) vytváří hluboce zaříznuté údolí.

### Větší přítoky
- Bělidlo, zprava, ř. km 16,1[4]
- Fibich, zleva, ř. km 15,4[5]
- Vlčinec, zleva, ř. km 14,1[6]
- Prodejský potok, zprava, ř. km 11,7[6]
- Jestřábí potok, zprava, ř. km 5,7[7]
- Mezný potok, zprava, ř. km 3,7[7]
- Brodek, zprava, ř. km 1,7[7]

## Vodní režim
Průměrný průtok Olešenky u ústí činí 0,48 m³/s.

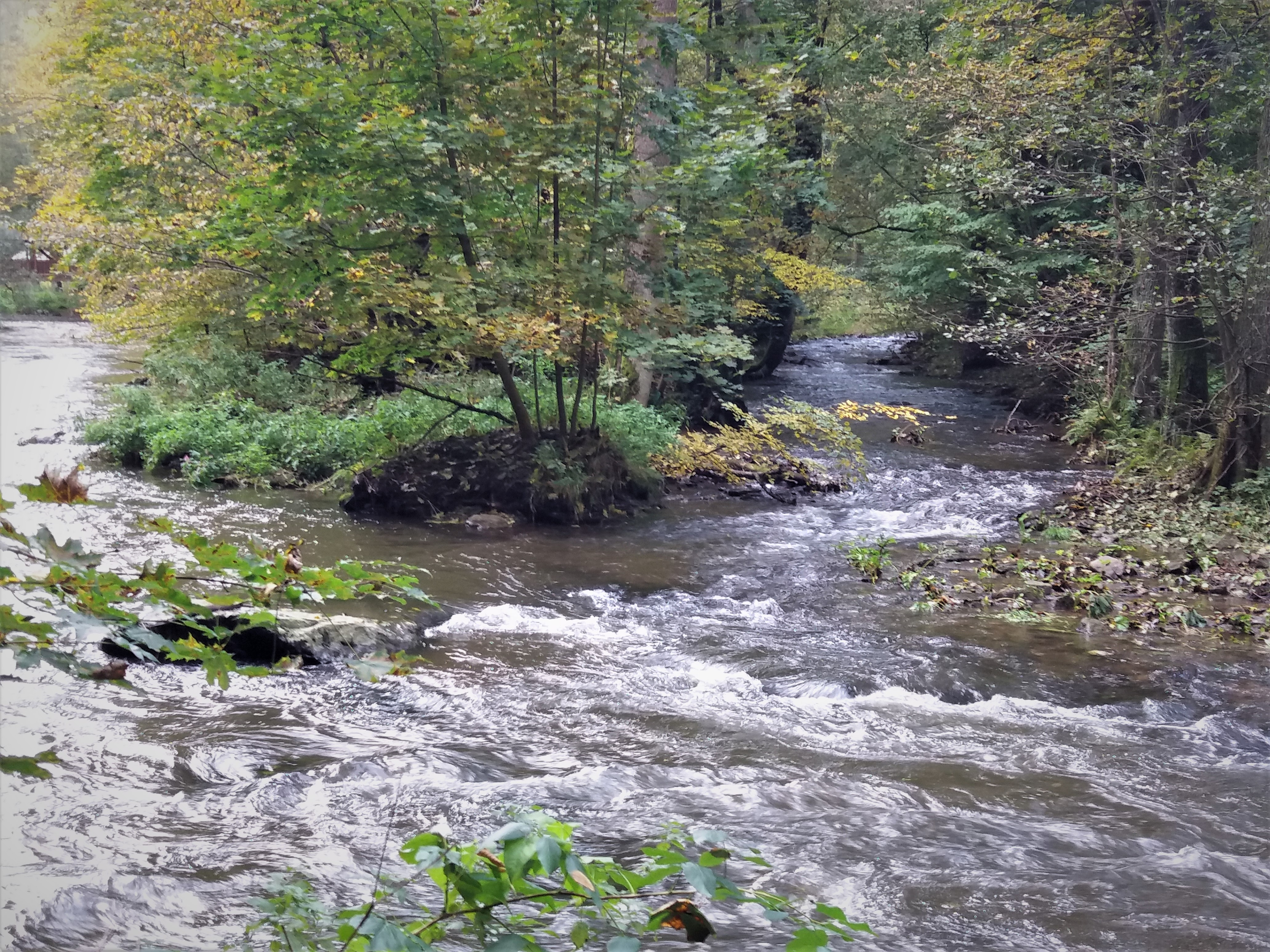
Ústí Olešenky do Metuje v Pekle

## Příroda a kultura
Oba svahy na posledních kilometrech údolí Olešenky a oba svahy údolí Metuje na několika kilometrech pod soutokem tvoří přírodní rezervaci Peklo o ploše 320 ha, vyhlášenou v roce 1977, zařazenou na seznam významných lokalit Natura 2000. Jisté míře ochrany se toto území těšilo již před koncem 19. století.

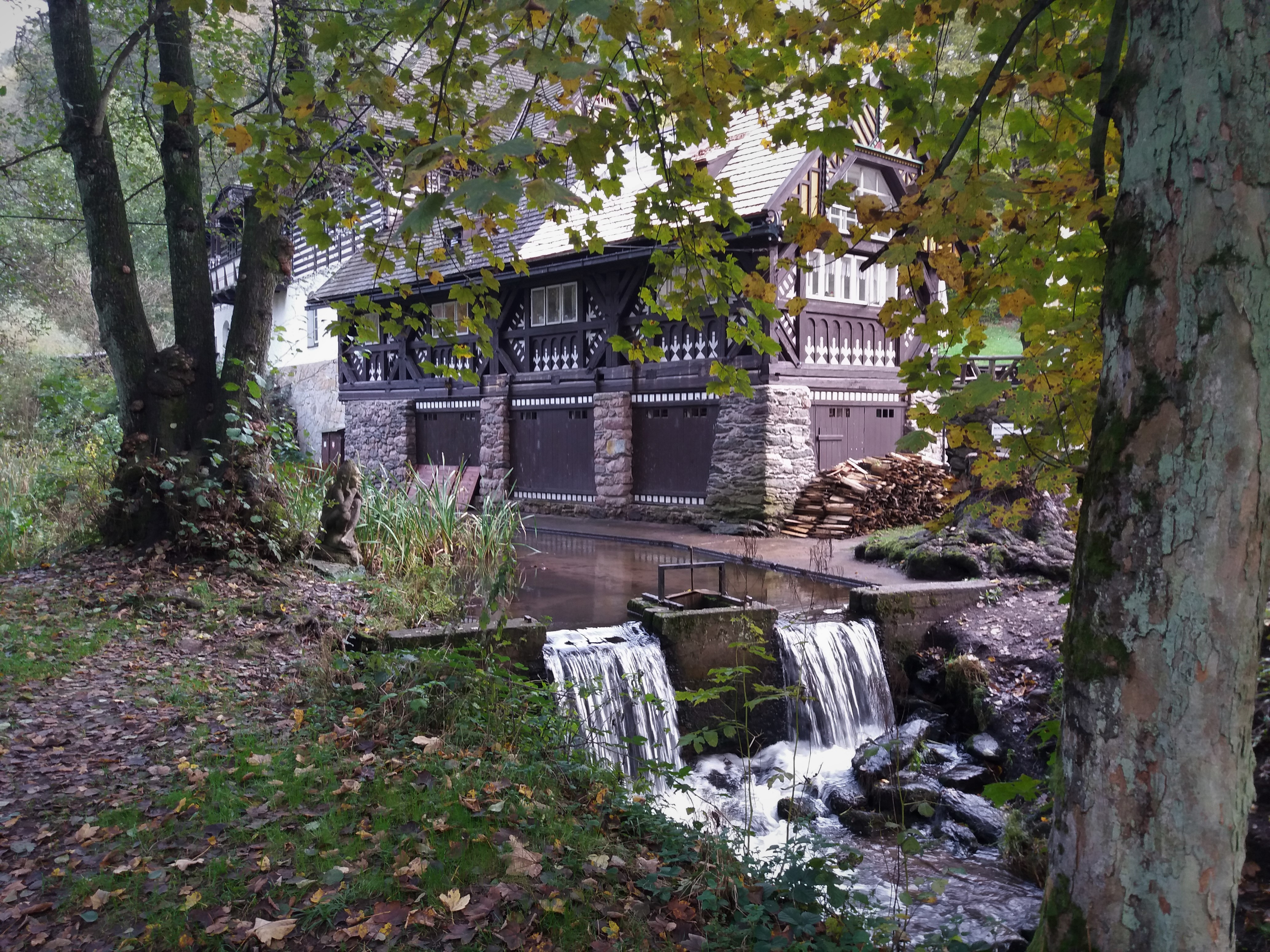
Turistická chata v Pekle (D. Jurkovič)

V té době již bylo pekelské údolí oblíbeným výletním místem a ve zdejším mlýně se návštěvníkům prodávalo občerstvení. Když v roce 1908 koupili zámek v Novém Městě n. Metují a rozsáhlé lesní pozemky v okolí náchodští továrníci otec a syn Bartoňové, koupili i tento mlýn a svěřili architektu Dušanu Jurkovičovi, který jim zámek modernizoval, aby mlýn přestavěl na turistickou chatu (nazývanou Bartoňova útulna) s restaurací ve stylu secese s folklórními prvky (1910).

## Mlýny
- Zelinkův mlýn – Dlouhé (Nový Hrádek), okres Náchod
- Čížkův mlýn – Rzy (Nový Hrádek), okres Náchod